# 本城和彦 (建築家)
本城 和彦（ほんじょうまさひこ、1913年1月9日 - 2002年8月29日）は、日本の建築家・都市計画家で1955年に設立された日本住宅公団の初代建築部設計課長、東京大学都市工学科教授を歴任。また国連地域開発センター（UNCRO）所長をつとめ、発展途上国の開発問題に取り組み国際的に活躍。
公団技術課長時代新たな台所を浜口美穂らと企画し「ダイニング・キッチン」という造語を生み出した人物としてもしられる。
著書に、『都市住宅地の設計』 （計画編、技法編、建築設計講座、理工図書）『建築家の休日―イラン・トルコ・ギリシャ家族旅行』（鹿島研究所出版会）『世界の現代建築』『建築学大系 3. 建築経済』『フランスの優先市街化地域制度による団地建設の現況調査』『社会発展段階に応じた住宅地再開発のあり方 アメリカにおける再開発の研究』（昭和40年度委託研究, 日本住宅公団建築部調査研究課）『住宅の経済学』（編集、日本経済新聞社, 1968）『私と建築・短歌』（編集、1970）など。本所設計課長時代は雑誌『住宅』に海外団地事例の調査. 報告を連載。

## 経歴
1938年、東京帝国大学工学部建築科卒業。卒業後、逓信省工務局営繕課入省。当時、逓信省工務局営繕課は建築デザインで官庁建築設計の先端をきっていた。
1946年（昭和21年）、戦災復興院業務局住宅建設課技師。
1947年（昭和22年）、総理府経済安定本部部員建築局計畫課勤務。総理府経済安定本部建設局部員として経済復興計画（1948年）と国土総合開発法（1950年）の作業に参加。地方自治、住民参加を志向した「多層的計画方式を地域計画に導入することに尽力。
1952年（昭和27年）、建設省営繕局技官を経て、1955年（昭和30年）、新たに設立された日本住宅公団本所建築部設計課長として赴任。10年間勤務したが、その間に、2DK型住宅の設計計画に関して大きな成果をあげ、建築と住宅プランナーとしての本領を発揮。
1958年、国連ECAFE（アジア・極東経済委員会）と国連本部社会局住宅・建築・計画センターが日本政府の財政援助のもとに開催した「都市化と工業化に関連した地域開発」セミナーは、国連住宅・建築・計画センター所長のアーネスト・ワイズマンを中心にプログラムが作成され、海外からは40数人の著名な学者・プランナーとともに参加。当時にあって住宅都市地域計画分野でも日本で数少ない国際人であり、国際的な活動の契機になった。
1960年（昭和35年）、イラン建設銀行へ住宅専門アドバイザーとして出向。1963年（昭和38年）、国際連合住宅建設計画委員会日本政府代表（〜1971年）。1965年（昭和40年）、東京大学工学部都市工学科教授（〜1971年）。住宅計画関係を担当。諸経験を生かし学生の教育指導に当たる。
1972年（昭和47年）、日本建築学会建築経済委員会委員長（〜1973年）。1974年（昭和49年）、国際連合地域開発センター所長（〜1981年）。日本政府から国連への働きかけで1971年に設立の地域開発センターに務めた。このセンター主要目的は1960年代初期に、アフリカ、アジアにおいて旧植民地が独立し、これら新興独立国が直面している農村都市開発を振興するための人材（特に政府職員）を養成することで、発足当初、国連本部では経済開発を軸とする訓練プログラムを考えていたが、本城は総合（経済社会、物的）開発を主張してその具体化を達成。時差の関係で深夜、自宅から国連本部の担当官と懸案事項の調整に数時間も討論しことがたびたびあったというが、開発途上諸国政府を主対象とする国連地域開発センターのほかに、東南アジアおよび太平洋諸国を領域とする建築家、都市計画家、住宅専門家からなる民間団体であるEAROPH（東方地域都市計画住宅機構）の主要メンバーとして、本機構発足当時から積極的に協力。
1978年（昭和53年）、EAROPH（東方地域都市計画住宅機構）会長。
1981年（昭和56年）、国連地域開発センターを退職後は（財）国際開発センター(IDC)の理事に就任。IDCJはODA資金による途上国の地域開発関連調査を積極的に行っており、本城もいくつかのプロジェクトに参加とくに南タイ北部開発計画では日本側の総括貴任者として、地域・国際環境を激変させかねないクラ運河建設プロジェクトの事業化を公共・民間・企業各セクター間による多層的計画調整の推進を通じて阻止、国際的な地域プランナーとしての真価を示し、建築・住宅・都市・地域開発分野で国内外にわたって大きな貢献を果たした。
1982年（昭和57年）、EAROPH名誉会長。
1988年（昭和63年）、勲二等瑞宝章。
1994年、日本建築学会賞大賞受賞（戦後わが国の居住水準の向上及びリージョナル、プランニングにおける国際協力への貢献）。1998年（平成10年）、日本建築学会名誉会員。
2000年、日本都市計画学会国際交流賞受賞。